# 下车镇
下车镇是中国广东省河源市和平县下辖的一个镇，位于和平县东北部。辖区总面积143.1平方公里，下辖1个社区13个村，总人口2.1301万人。区内盛产木材、香菇、木耳、油茶、毛竹等，旅游景点有雪山嶂。

## 行政区划
下车镇下辖以下村级行政区划单位
街道社区、和一村、和二村、云峰村、群丰村、兴隆村、雪峰村、雪一村、镇山村、石含村、河排村和狮形村。
历史名人：
清代和平下车徐氏的“一门三进士” ：
徐廷芳------下车兴隆人，清乾隆壬戍科金牲榜72名进士，扶风知县，授文林郎。
徐延泰------下车兴隆人，廷芳孙，清乾隆丙戍科张书勋榜196名进士。
徐旭曾------下车兴隆人，廷芳曾孙，清嘉庆已未科姚文田榜67名进士。授福建司. 四川司主亊。加一级奉政大夫，辞官归后掌教广州粤秀书院. 惠州丰湖书院，著有《梅花阁吟草》，及中国首篇论述客家之文《丰湖杂记》等。与宋湘互为酬唱，为当时岭南著名的客家诗人。

徐定章------下车石福人，光绪壬辰科114名武进士，殿试三甲56名，钦点营门守府。
徐傅霖------下车石含人，（1878~1958），字梦岩，名半梅. 庄周，清未邑廪生，后就读于惠州丰湖书院，嗣入京师政法学堂，日本早稻田大学，获法学学士学位。1905年加入同盟会，民国成立后历任参议员，国会议员，广东高等审判厅厅长，司法部长兼大理院院长，民社党主席，台湾“总统府资政”。民国37年3月以广东代表身份参加国大并被提名为副总统候选人(落选)。1954年又以“陪客” 身份与蒋介石竞选总统。